# Agrieș, Bistrița-Năsăud

Agrieș (în maghiară Egreshely, în traducere „Loc cu agrișe”) este un sat în comuna Târlișua din județul Bistrița-Năsăud, Transilvania, România. La recensământul din 2002 avea o populație de 874 locuitori.

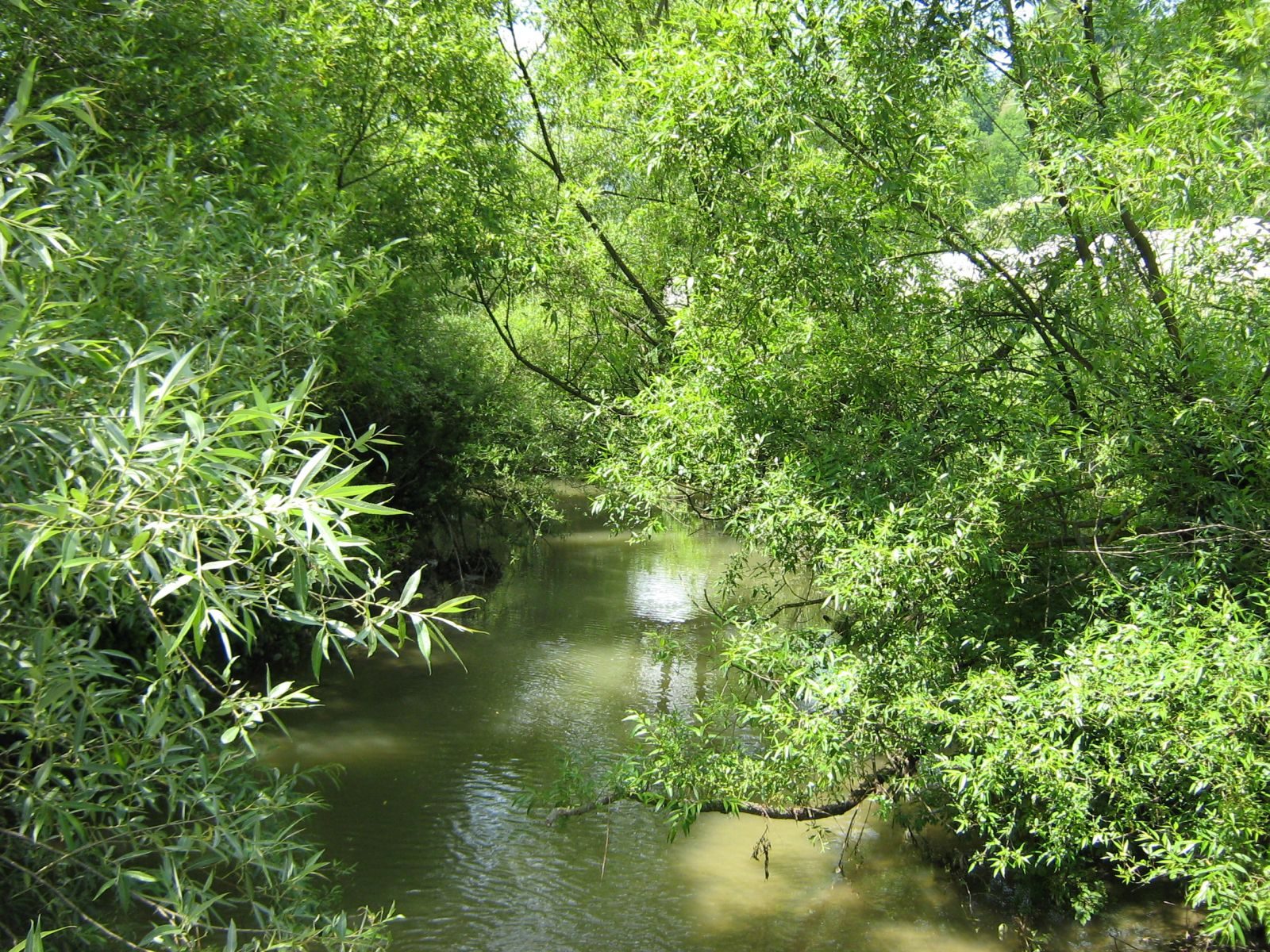
Valea Lungă la Agrieș

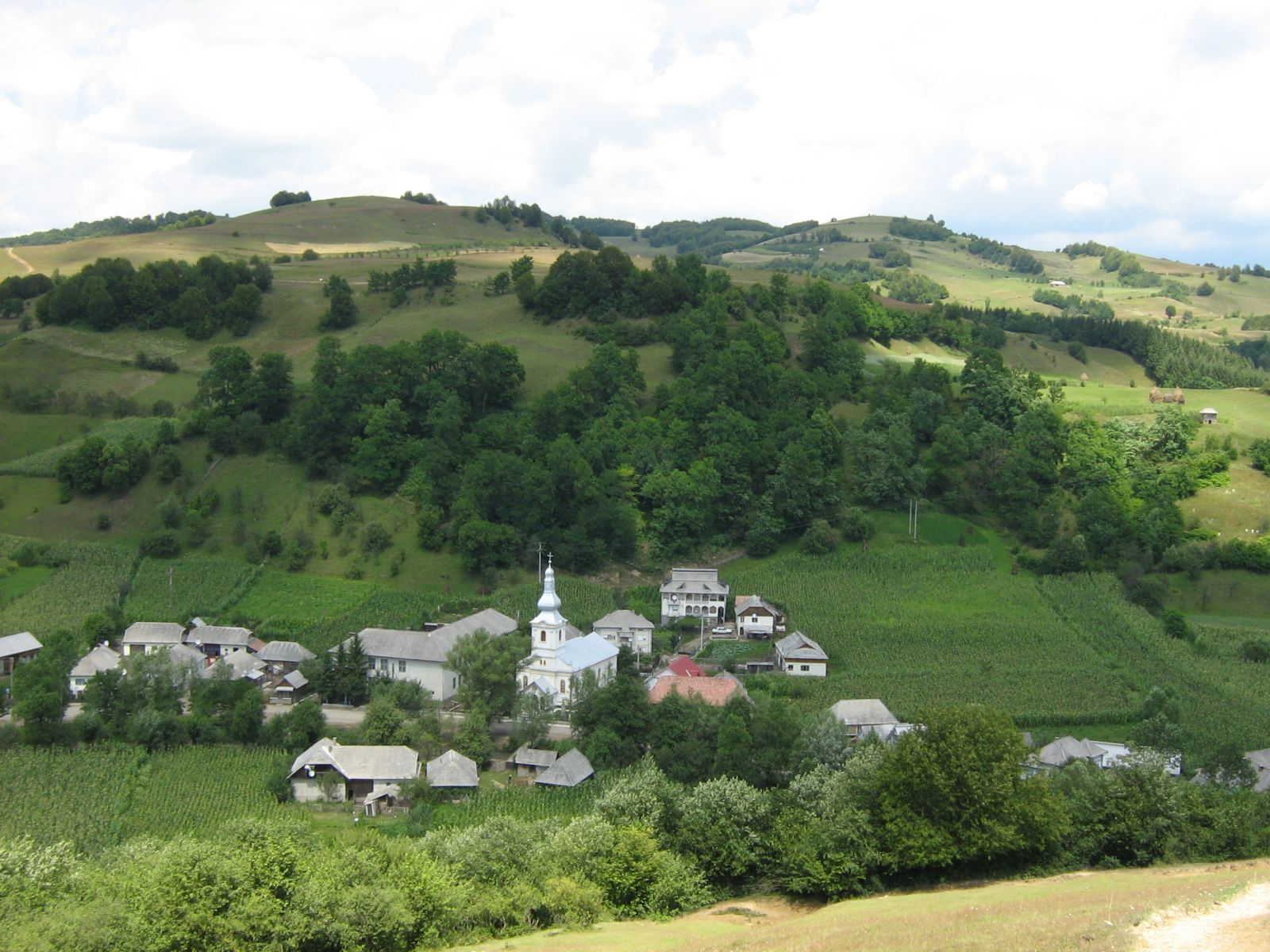
Centrul satului